# Phoenix (film, 1998)
Pour les articles homonymes, voir Phénix (homonymie).
Pour plus de détails, voir Fiche technique et Distribution.
Phoenix ou Arnaque, le dernier pari est un film policier américain réalisé par Danny Cannon, sorti en 1998.

## Synopsis
Contrairement à beaucoup de ses collègues de la police de Phoenix, Harry Collins est un bon flic et, en dépit de son système de valeurs très particulières, un honnête homme. Toutefois, sa compulsion pour le jeu l'a conduit à avoir une dette importante à Chicago, un bookmaker gangster. Avec seulement 48 heures pour payer sa dette, Harry se voit offrir un contrat: assassiner Joey, un jeune prisonnier qui peut fournir à la police des informations sur le bookmaker, et la dette sera annulée. Harry ne peut pas envisager une telle action et préfère offrir à Joey quelques conseils pouvant lui sauver la vie.

## Fiche technique
- Titre : Phoenix ; Arnaque, le dernier pari (DVD)
- Réalisation : Danny Cannon
- Scénario : Eddie Richey
- Costume : Alexandra Welker
- Montage : Zach Staenberg
- Musique : Graeme Revell
- Production : Victoria Nevinny - Tracie Graham Rice
- Société de production : Lakeshore Entertainment
- Pays d’origine :  États-Unis
- Langue originale : anglais
- Durée : 108 minutes
- Date de sortie : 1998

## Distribution
- Ray Liotta (VF : Bernard Gabay) : Harry Collins
- Anthony LaPaglia (VF : Gabriel Le Doze) : Mike Henshaw
- Anjelica Huston : Leila
- Daniel Baldwin : James Nutter
- Jeremy Piven (VF : Julien Sibre) : Fred Shuster
- Tom Noonan (VF : Sylvain Clément) : Chicago
- Xander Berkeley : Lt. Clyde Webber
- Giancarlo Esposito (VF : Jérôme Rebbot) : Louie
- Brittany Murphy (VF : Anneliese Fromont) : Veronica
- Kari Wührer : Katie Shuster
- Giovanni Ribisi (V. F. : Alexandre Gillet) : Joey Schneider
- Royce D. Applegate : Dickerman